# Asandalum condylocoxa
Asandalum condylocoxa är en mångfotingart som först beskrevs av Carl Graf Attems 1899.  Asandalum condylocoxa ingår i släktet Asandalum och familjen knöldubbelfotingar. Inga underarter finns listade i Catalogue of Life.